# Illiesonemoura ampula
Illiesonemoura ampula är en bäcksländeart som först beskrevs av Jewett 1958.  Illiesonemoura ampula ingår i släktet Illiesonemoura och familjen kryssbäcksländor. Inga underarter finns listade i Catalogue of Life.